# ヴィクトリア・フォン・バーデン
ヴィクトリア・フォン・バーデン（ドイツ語: Viktoria von Baden, 1862年8月7日 - 1930年4月4日）は、スウェーデン王グスタフ5世の王妃。スウェーデン語名はヴィクトリア・アヴ・バーデン（Victoria av Baden）。

## 生涯
バーデン大公フリードリヒ1世と妃ルイーゼ・フォン・プロイセン（ドイツ皇帝ヴィルヘルム1世の娘）の長女として、カールスルーエ城で誕生した。兄はバーデン大公フリードリヒ2世。父フリードリヒ1世はグスタフ4世アドルフの外孫であり、スウェーデンの前王家ホルシュタイン＝ゴットルプ家の血を引いていた。

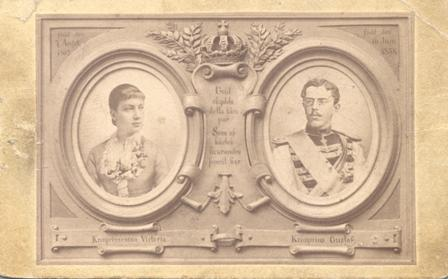
ヴィクトリアとグスタフ

1881年9月20日、スウェーデン＝ノルウェー王太子であったグスタフと結婚した。グスタフ6世アドルフを始め3男の母となったが、両性愛者であるグスタフとの結婚生活は決して幸福でなかったという（彼女の晩年の生活がそれを証明している）。2人とも互い以外の相手との噂があった。ヴィクトリアは、グスタフを親ドイツ派にするようしむけ、成功した。
ヴィクトリアは元々体が弱く（幼少期に受けた医師たちの誤診による）、温暖な国へ旅行に出かけては、健康になって戻ってくることを繰り返した（気管支炎、もしくはおそらく肺結核にさいなまれていた）。王太子妃であるうちは旅行は珍しいことではなかったが、王妃ともなると前例のないことだった。
1892年から亡くなるまで、アクセル・ムンセは彼女の主治医をつとめ、彼の勧めでイタリア・カプリ島を避寒地とするようになった。ヴィクトリアは、カーサ・カプリーレという別荘を建て、そこで1年のうち数か月を過ごした。また、ムンセの住まいに毎朝通って島を散歩した。2人は音楽、動物といった共通の趣味があったため、ともに過ごす時間が長かった。そのため人口の少ない島では2人は恋人同士だろうと噂にのぼったが、そのような間柄でなかったという。
こうしている間にヴィクトリアは、第一次世界大戦中にドイツ寄りだったことも手伝い、その人格が尊敬されながらもスウェーデン国民の大半の支持を失った。3度の難産を経験し、また安定しない体調が彼女を苦しめていることが理解されなかった。
王妃として、かつてない才能の持ち主だったことが知られている。ヴィクトリアはピアノの才能に恵まれており、たとえばワーグナーの『ニーベルングの指環』を楽譜なしで完璧に弾きこなすことができた。お気に入りの作曲家は、シューベルトとベートーベンであった。また写真と絵画の分野でも優れた作品を残している。

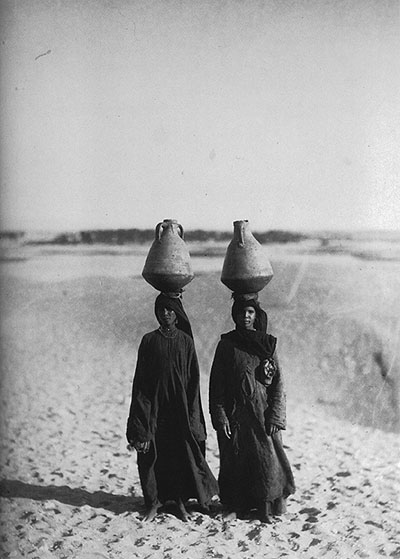
ヴィクトリアが撮影したベドウィン（1890年）
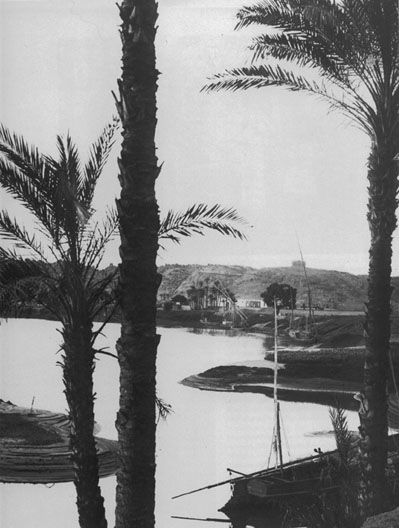
ヴィクトリアが撮影したナイル川沿岸（1891年）

ヴィクトリアの健康が徐々に悪化していくと、ムンセはもはやカプリには住むべきではないと進言した。ヴィクトリアは何度か帰国して、カプリ風の別荘を建設した。その後、ローマに避寒地を移した。
最後にスウェーデンに帰国したのは、夫グスタフの70歳の誕生日を祝った1928年だった。その2年後、ヴィクトリアはローマの自宅ヴィラ・スヴェツィア（Villa Svezia：スウェーデン荘の意）で亡くなった。

## 子女
- グスタフ6世アドルフ（1882年 - 1973年） - スウェーデン国王
- ヴィルヘルム（1884年 - 1965年） - セーデルマンランド公
- エーリク（1889年 - 1918年） - ヴェストマンランド公